# Teatro di San Pietro
Il teatro di San Pietro è un piccolo teatro situato a Volterra, in provincia di Pisa.
Il teatrino, un centinaio di posti adattabili a seconda dei casi, si trova al piano terra del conservatorio di San Pietro ed è stato ricavato nel 1850 dalla chiesa esistente che, dopo la sconsacrazione, venne usata come spazio scenico e ricreativo delle educande.
Luogo ideale per assoli (teatro, danza, musica), recital, performance,  prove e seminari, il teatrino, che conserva un'ottima acustica, è stato ristrutturato nel 1986 su progetto dell'ingegner  Luigi Bianchi.
La sua gestione è stata affidata all'associazione Carte Blanche di Armando Punzo che, in collaborazione con altri centri attivi in città (le scuole di musica e di danza) e con il mondo della scuola, vi organizza, durante l'anno, mini stagioni teatrali, la rassegna I teatri della Città, corsi e stages.
Il teatrino è diventato così un punto di riferimento delle realtà locali e non solo mero contenitore di spettacoli: rinnovato nella sua immagine nel  1999 grazie a un contributo del Comune, vive i suoi momenti più intensi a luglio quando presta la sua suggestione ambientale al circuito di Volterra Teatro.